# Sárga lápbuzogány
A sárga lápbuzogány (Lysichiton americanus) eredetileg Észak-Amerika nyugati részén honos, feltűnő virágzatú vízinövény. Európában kertekből, parkokból sokhelyütt kivadult és inváziós fajként tartják nyilván.

## Megjelenése

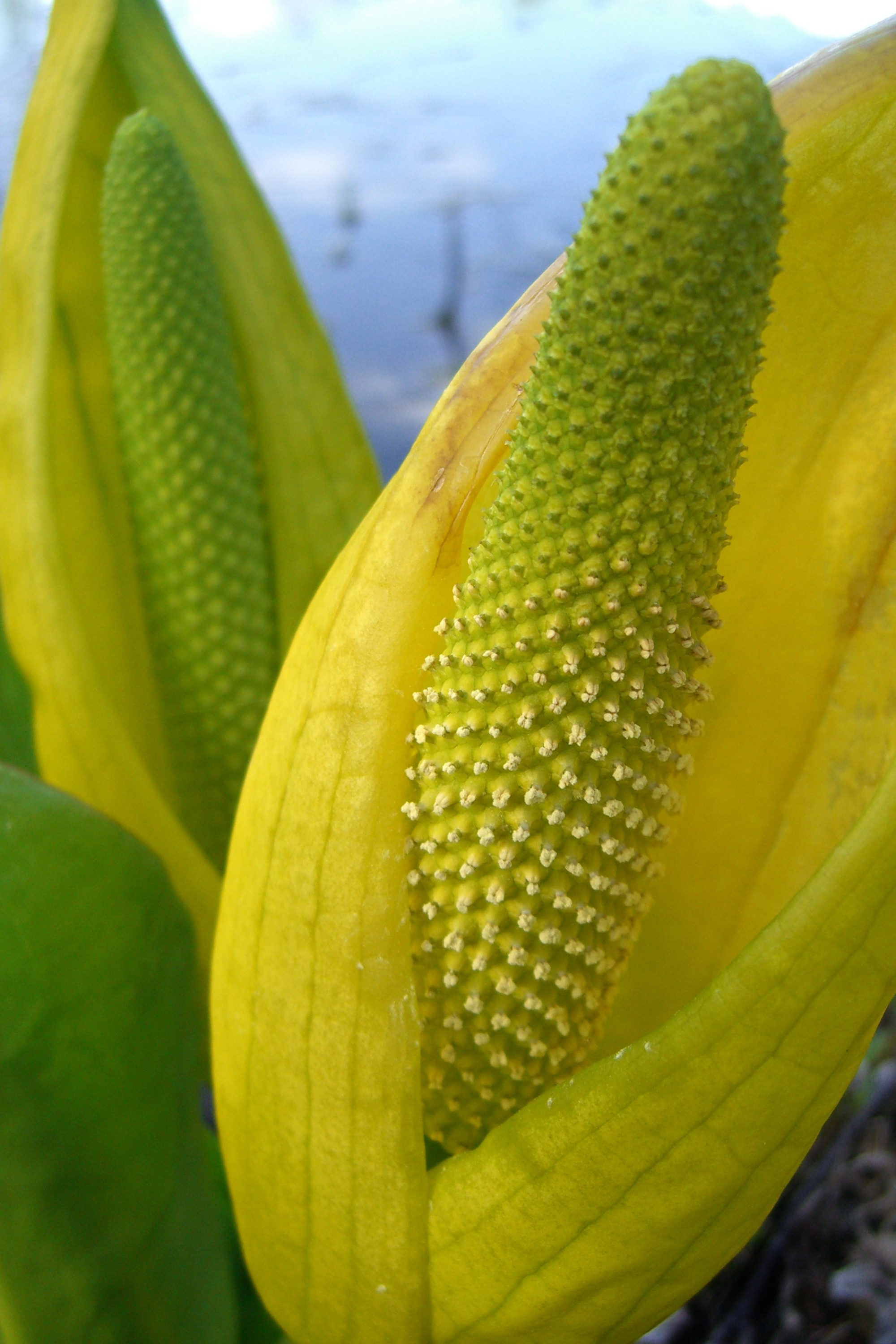
Virágzata közelről

A sárga lápbuzogány kb. 1,5 méter magasra megnövő, 1 m²-t elfoglaló, lágyszárú, évelő növény. A talajban található 30 cm hosszú és 2,5–5 cm vastag, húsos gyöktörzséből nőnek ki nagy, 40–70 cm-es (de akár 1,5 m), fényes felületű, élénkzöld levelei.
Eredeti élőhelyén március-május között virágzik (Észak- és Közép-Európában valamivel később). Általában egy vagy két (ritkán négy) virágzat nő ki a gyöktörzsből. A 25 cm-es torzsavirágzatot látványos, élénksárga, 45 cm magas buroklevél fogja körbe. Az egyes virágok igen aprók, sárgászöldek. A virágok többnyire egyneműek (de vannak hímnősek is), de a virágzaton belül mindkét nem előfordul: a porzósak felül, a termősök (általában 4, ritkábban 6 termővel) pedig lent. A virágoknak 4 (ritkán 6) szabad vagy összenőtt csészelevele van. A virágzat szaga kellemetlen, innen kapta amerikai nevét, a görénykáposztát (skunk cabbage). Bogarak és legyek porozzák be.
Termései a torzsavirág végén elhelyezkedő 150-350 zöld bogyó, amelyek (eredeti élőhelyén) június vége-augusztus eleje között érnek be. A bogyókban két, 1 cm-es barna mag található. Magról szaporodik; a magok hat évig is életképesek maradnak. A csírázáshoz hideg időszakra van szükségük (vernalizáció), tavasszal csíráznak ki és 3-6 év múlva hoznak virágot. Gyöktörzseiről természetes körülmények között nem szaporodik vegetatívan, de a növény képes regenerálódni róla.
Kromoszómaszáma 2n = 28.

## Elterjedése és termőhelye

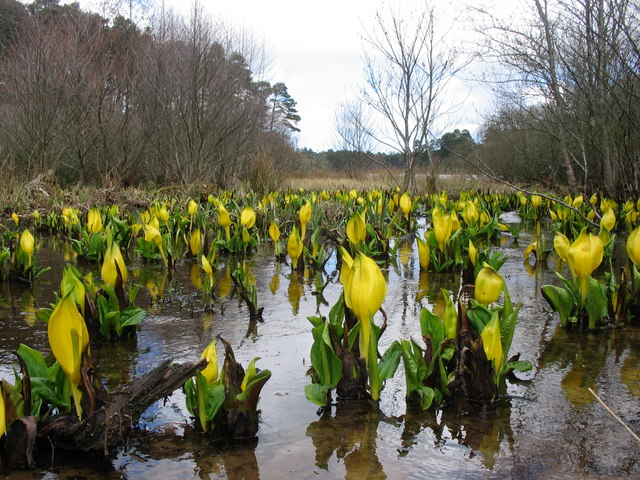
Virágzó lápbuzogányok

Eredeti hazája Észak-Amerika nyugati része Dél-Kaliforniától Alaszkáig, de kelet felé csak helyenként lépi át a Sziklás-hegységet. Feltételezik, hogy eredetileg Ázsiából származik (ahol a Bering-szorostól nyugatra a kamcsatkai lápbuzogány (L. camtschatcensis) váltja fel) és a pliocén-késő miocén körül került át Amerikába.
Kb. 1900-tól kezdődően több nyugat- és észak-európai országban (Anglia, Franciaország, Németország, Hollandia, Dánia, Finnország, stb.) dísznövényként kezdték el termeszteni és sokhelyütt kivadult. Nagy, árnyékoló leveleivel és gyors terjedésével elnyomja az őshonos vegetációt, ezért 2016-ban felkerült az Európai Unió inváziós fajokat tartalmazó jegyzékére.
A sárga lápbuzogány mind erdei, mind nyílt mocsarakban, lápokban, patakpartokon terem. Gyöktörzse elviseli az oxigénszegény körülményeket. Állandó vízellátást igényel. Mérsékelt övi növény, de jól tűri a hideg, sarkvidékhez közeli éghajlatot is. Erős árnyékban nem, vagy csak ritkán virágzik.

## Felhasználása

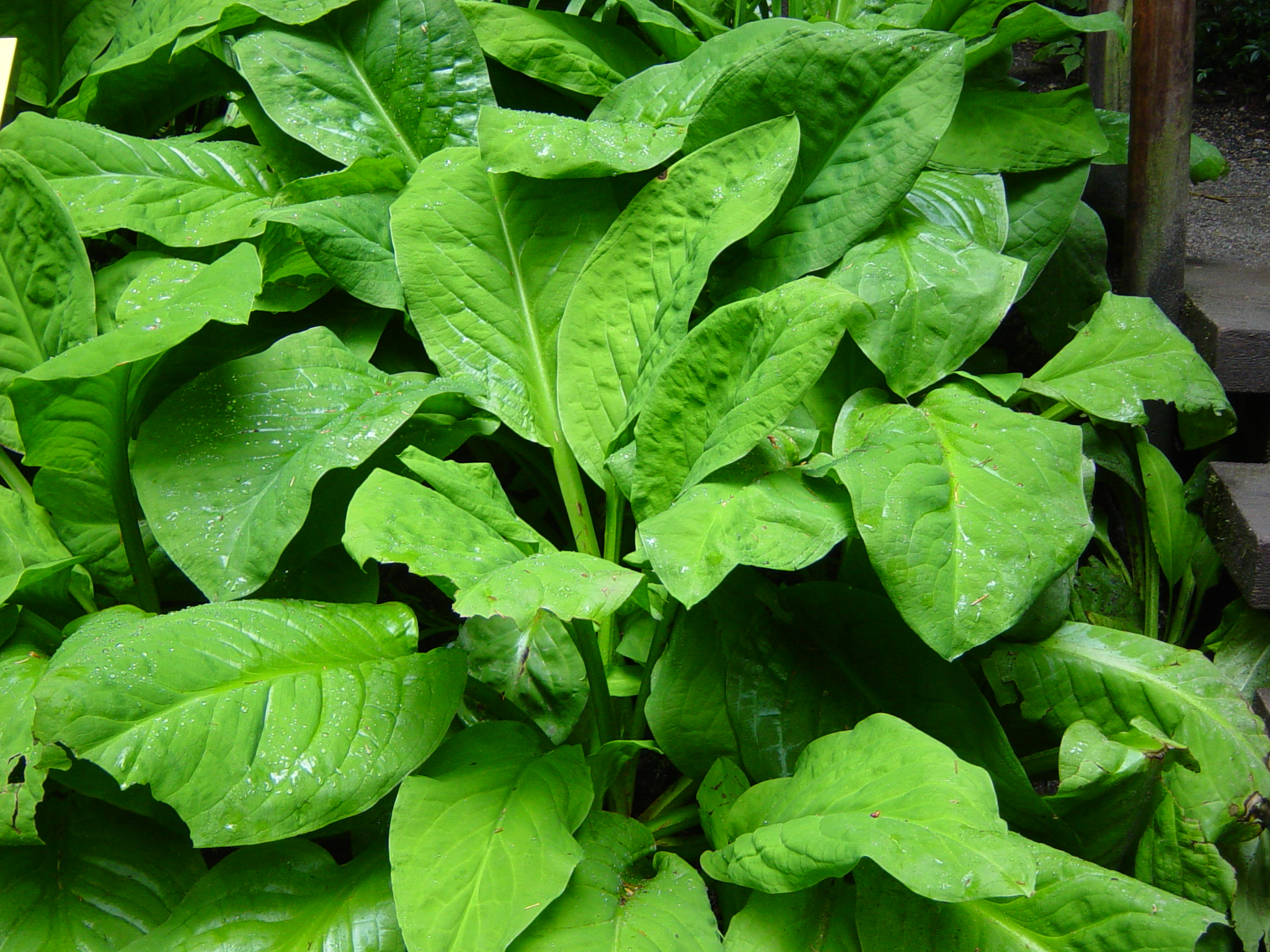
Levelei

Levelei nagy mennyiségű kalcium-oxalátot tartalmaznak, apró kristályai összeszurkálják a levelet fogyasztó állat (vagy ember) száját és nyelvét és károsítják a vesét is. Alapos, vizet váltó főzés azonban lebontja a kristályokat. Az északnyugat-amerikai indiánok fogyasztották. Keményítőben gazdag gyöktörzse nyersen szintén mérgező, alapos főzés vagy szárítás után azonban ehető; ízét a gyömbéréhez hasonlították.
Az indiánok gyógynövényként is használták, főleg borogatásként vagy kötésként. A modern gyógynövényes orvoslásban már nem alkalmazzák. Leveleivel gyulladásokat, zúzódásokat, vágásokat borogattak. Felforrósított leveléről azt tartották, hogy kihúzza a testből a belefúródott tüskét vagy szálkát. Terhes nők a nyers gyökér rágcsálásával hajtották el a magzatot. A gyökér főzetének vértisztító hatást tulajdonítottak.       